# 플라이트 재킷

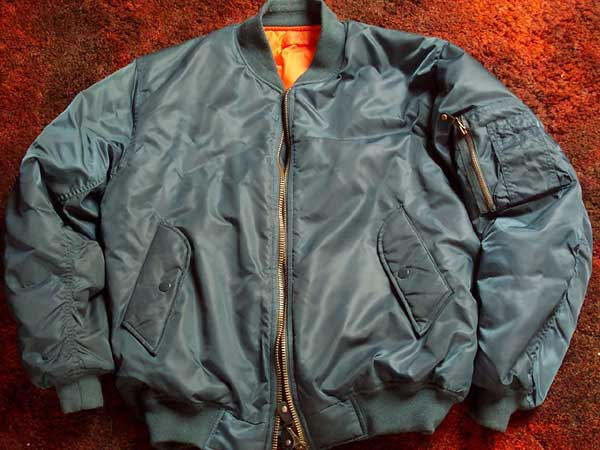
MA-1

플라이트 재킷(flight jacket)은 항공기에 탑승하는 조종사 및 승무원들이 착용하는 재킷이다. 군용 항공기 운용을 고려하여 군용품으로 개발된 것이다. 시중에도 이 재킷을 모방하여 만들어진 밀리터리 패션 제품들이 많다. 흔히들 사제품이 품질이 더 좋다고 생각하는 경우가 많지만, 사실 군용품도 소재나 기능성 면에선 정규 계약을 체결한 업체에 의해 제작되기 때문에 오히려 사제품보다 좋은 경우도 많다.

## 같이 보기
- 블루종
- G-슈트